# Clint Frank
Clinton E. Frank (St. Louis, 13 settembre 1915 – Evanston, 7 luglio 1992) è stato un giocatore di football americano statunitense che ha giocato nel ruolo di halfback all'Università di Yale vincendo l'Heisman Trophy, il massimo riconoscimento individuale a livello universitario.

## Biografia
Frank frequentò la Yale University, dove si laureò in economia nel 1938. Nel football fu per due volte nominato capitano della squadra e per due volte fu premiato come All-American. Nella sua ultima stagione nel 1937 vinse l'Heisman Trophy e il Maxwell Award, superando Byron "Whizzer" White. Fu scelto nel corso del dodicesimo giro del Draft NFL 1938 dai Detroit Lions ma non giocò mai tra i professionisti.

## Palmarès
- Heisman Trophy - 1937
- Maxwell Award - 1937
- College Football Hall of Fame